# Partito Pirata Italiano
Die Partito Pirata Italiano (PPIT; deutsch Italienische Piratenpartei) ist eine Partei in Italien. Sie wurde am 16. September 2006 offiziell gegründet. Seit November 2012 bis zur Neuwahl 2013 war sie mit zwei Abgeordneten in der Camera dei deputati vertreten.
Die PPIT wird von der ständigen Mitgliederversammlung geführt, die über die technische Plattform Liquid Feedback realisiert wird. Rechtlich vertritt ein „Bürokrat“ die Partei nach außen, dies ist derzeit Athos Gualazzi. Die Partei ist Gründungsmitglied der Pirate Parties International.

## Geschichte
Die Gründungsversammlung der Piratenpartei fand im Juni 2006 statt. Die Piraten konstituierten sich dabei nicht als Partei, sondern als politische Organisation. Im Dezember 2011 wurde die Partei neu aufgestellt. Insbesondere wurde eine neue Satzung verabschiedet, durch die die Partei direkt von den Mitgliedern mittels Liquid Feedback geführt wird. Verwaltungsaufgaben werden von einem Bürokraten und einem Schatzmeister wahrgenommen.
Am 30. Oktober 2012 beantragte das Mitglied der Abgeordnetenkammer Francesco Barbato (ehemals stellvertretender Parteivorsitzender von Italia dei Valori) den Beitritt zur Piratenpartei. Dieser wurde im Laufe des Novembers angenommen. Barbato bildet mit Giuseppe Vatinno die erste Piratengruppe in einem nationalen Parlament.

## Wahlen
Bei der Europawahl 2009 trat der Generalsekretär der Partei, Alessandro Bottoni, im Wahlbezirk Nord-Ost auf der Liste Sinistra e Libertà an. Die Liste erreichte 3,4 % der Stimmen und Botoni 811 Vorzugsstimmen.
Bei der Europawahl 2014 unterstützt die Partei die Liste L’Altra Europa con Tsipras.